# Hyles salangensis
Hyles salangensis is een vlinder uit de familie van de pijlstaarten (Sphingidae). De wetenschappelijke naam van de soort werd in 1969 gepubliceerd door Ebert.